# Johann Riedel (Bildhauer)

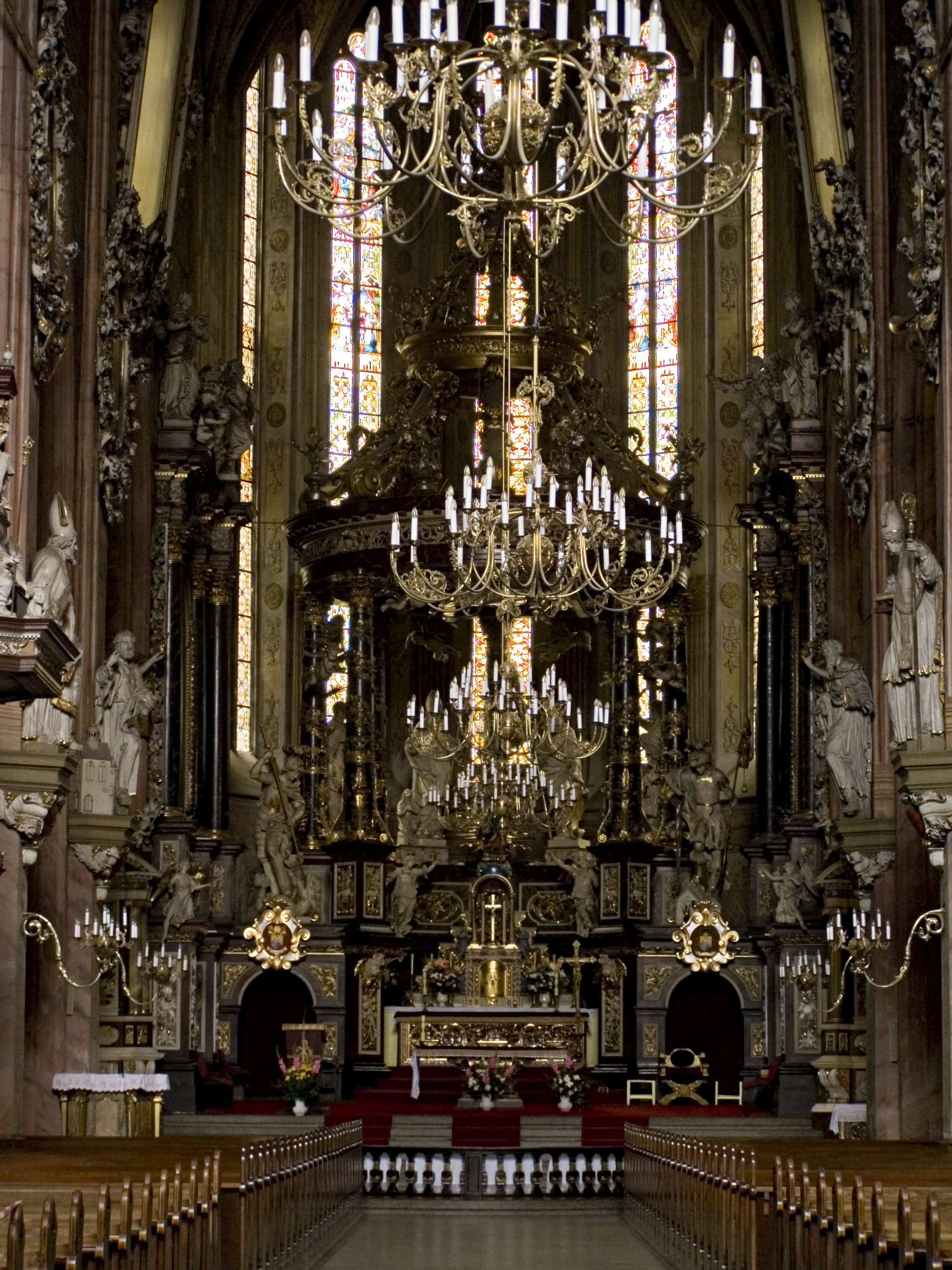
Hauptaltar der Kirche St. Stanislaus und Wenzel in Świdnica/Schweidnitz

Johann Riedel S.J. (auch Johannes Riedel; * 22. April 1654 in Wildgrub bei Freudenthal; † 2. Januar 1736 in Schweidnitz) war ein deutscher Bildhauer und Ordensmitglied der Jesuiten.

## Leben
Während eines Studienaufenthalts in Paris entschloss sich Johann Riedel, dem Jesuitenorden beizutreten. Deshalb bat er von dort aus um Aufnahme in die böhmische Jesuitenprovinz und kehrte bald in seine Heimat zurück. Am 12. November 1682 begann er bei den Brünner Jesuiten mit dem Noviziat. Zu Ausbildungszwecken unternahm er Reisen u. a. nach Kuttenberg und Prag, in die Schweiz und in den Elsass. Am 20. Februar 1693 legte er die Ordensgelübde ab. Bereits seit 1692 unterhielt er in Schweidnitz eine Holzbildhauer- und Tischlerwerkstatt, in der sowohl Ordensbrüder als auch weltliche Gesellen arbeiteten.
Zu seinen bekanntesten Werken gehören Bildhauerarbeiten für die Pfarrkirche der hll. Stanislaus und Wenzel in Schweidnitz, die 1660 an die Jesuiten übergeben worden war. Sie veranlassten einen Umbau im Stil des Barock. Für die Innenausstattung schuf Johann Riedel zahlreiche Bildhauerwerke, u. a.
- den Hauptaltar mit Baldachin auf sieben Säulen sowie den Skulpturen der hll. Florian, Franz-Xaver, Wenzel, Stanislaus, Ignatius von Loyola und Georg. Darüber die hl. Muttergottes als Königin der Welt, Gottvater und Heiliger Geist (1694)
- Kanzel (1696)
- Altar der Unbefleckten Empfängnis (1696)
- Herz-Jesu-Kapelle: Altar mit Darstellung des Letzten Abendmahls

Weitere Werke schuf er u. a. für das ehemalige Jesuitenkloster in Deutsch Wartenberg. In seiner Schweidnitzer Werkstatt arbeitete er fast 40 Jahre.